# AEW New Year's Smash
New Year's Smash foi uma série de episódios especiais de televisão de wrestling profissional produzidos pela All Elite Wrestling (AEW). Os eventos aconteceram em 6 e 13 de janeiro de 2021 no Daily's Place em Jacksonville, Flórida, e foram transmitidos pela TNT como um especial do programa semanal de televisão da AEW, Dynamite. A primeira parte foi ao ar ao vivo em 6 de janeiro, enquanto a segunda parte foi pré-gravada em 7 de janeiro e foi ao ar em 13 de janeiro.

## Produção

### Conceito
No episódio de 9 de dezembro de 2020 do Dynamite, foi anunciado que os episódios de 30 de dezembro de 2020 e 6 de janeiro de 2021 se intitulariam "New Year's Smash". Uma participação especial de Snoop Dogg também foi anunciada.
Em 23 de dezembro, no Holiday Bash, foi anunciado que Jon Moxley retornaria na 1ª noite do New Year's Smash.
Em 28 de dezembro, foi anunciado que as noites 1 e 2 foram remarcadas para 6 e 13 de janeiro de 2021, devido à morte do lutador da AEW Brodie Lee em 26 de dezembro. Assim, o episódio de 30 de dezembro foi chamado de Brodie Lee Celebration of Life, apresentando lutas e segmentos com outros lutadores homenageando Lee.
Em 30 de dezembro, no Brodie Lee Celebration of Life, foi anunciado que Sting fará uma aparição na 1º noite do New Year's Smash. Também foi anunciado para a 1ª noite, uma pesagem para a luta pelo AEW TNT Championship entre o campeão Darby Allin e o desafiante Brian Cage, com a luta pelo título ocorrendo na 2ª noite.

## Rivalidades
| Função:              | Nome:                   |
| -------------------- | ----------------------- |
| Comentaristas        | Jim Ross                |
| Comentaristas        | Tony Schiavone          |
| Comentaristas        | Excalibur               |
| Comentaristas        | Chris Jericho (Noite 1) |
| Comentaristas        | Taz (Allin vs. Cage)    |
| Anunciador de ringue | Justin Roberts          |
| Árbitros             | Aubrey Edwards          |
| Árbitros             | Bryce Remsburg          |
| Árbitros             | Mike Posey              |
| Árbitros             | Paul Turner             |
| Árbitros             | Rick Knox               |
| Entrevistadores      | Alex Marvez             |
| Entrevistadores      | Dasha Gonzalez          |

O New Year's Smash contou com lutas de wrestling profissional que resultaram de enredos roteirizados, onde os lutadores retrataram heróis, vilões ou personagens menos distinguíveis em eventos roteirizados que criaram tensão e culminaram em uma luta ou série de lutas. As histórias foram produzidas nos programas semanais da AEW, Dynamite e Dark e na série do YouTube dos The Young Bucks, Being The Elite.
Rey Fenix estava programado para enfrentar Kenny Omega em 28 de outubro de 2020 no AEW World Championship Eliminator Tournament, mas foi substituído por Penta El Zero Miedo devido a uma lesão que Fenix sofreu em sua luta anterior. Em 16 de dezembro de 2020 no episódio do Dynamite, foi anunciado que Omega defenderia o AEW World Championship contra Fenix na noite 1 do New Year's Smash.
No episódio de 25 de novembro do Dynamite, Hikaru Shida manteve seu AEW Women's World Championship contra Anna Jay. Após a luta, Abadon fez o seu retorno e foi atrás de Shida e seu título. Em 23 de dezembro no Holiday Bash, foi anunciado que Shida defenderia seu título contra Abadon na Noite 1 do New Year's Smash.
Taz se ofereceu para ajudar Darby Allin como seu empresário durante uma entrevista nos bastidores em 6 de maio de 2020, depois que Allin perdeu para Cody Rhodes uma semana antes. Em 23 de maio no Double or Nothing, Taz acompanhou o estreante Brian Cage na luta Casino Ladder, uma luta em que Allin também estava competindo, na qual Cage venceu. Em 5 de setembro no All Out, Cage eliminou Allin na Casino Battle Royale depois de colocá-lo em um saco de cadáveres com tachinhas e aplica um powerbomb por cima da terceira corda. Em 7 de novembro no Full Gear, Allin derrotou Cody Rhodes para vencer o AEW TNT Championship e após a luta, o Team Taz (Cage e Ricky Starks) atacaram Allin e Rhodes. Isso levou a uma luta de duplas no episódio de 18 de novembro do Dynamite, colocando o Team Taz contra Allin e Rhodes, no qual Cage derrotou Allin. Em 23 de dezembro no Holiday Bash, foi anunciado que Allin defenderia o TNT Championship contra Cage na Noite 2 do New Year's Smash.
Depois de uma ausência de oito meses da televisão, Pac voltou à AEW em 11 de novembro de 2020 no episódio do Dynamite, onde confrontou Eddie Kingston. Durante a ausência de Pac, Kingston formou um grupo composto por The Butcher, The Blade e Lucha Brothers (Rey Fenix e Penta El Zero Miedo), o último dos dois sendo ex-companheiros de equipe de Pac. Fenix e Penta iriam se reunir com Pac no episódio de 18 de novembro do Dynamite para reformar o Death Triangle. O trio começou a rivalizar com Kingston, The Butcher e The Blade, e em 30 de dezembro no Brodie Lee Celebration of Life, foi anunciado que Pac vs. Kingston aconteceria na Noite 2 do New Year's Smash.

## Recepção
A Noite 1 contou com a presença de 770 fãs, que foi uma multidão maior do que o normal. Dave Meltzer, da Wrestling Observer Newsletter, deu à Omega vs. Fenix 5 estrelas, e 4,25 estrelas à Allin vs. Cage.

## Depois do evento

### Noite 1 (6 de janeiro)
| Nº                                          | Resultados | Estipulações                                        | Tempo |
| ------------------------------------------- | --- | --------------------------------------------------- | ----- |
| 1                                           | The Young Bucks (Matt Jackson e Nick Jackson) e SoCal Uncensored (Christopher Daniels e Frankie Kazarian) derrotaram The Acclaimed (Anthony Bowens e Max Caster) e The Hybrid 2 (Angelico e Jack Evans) | Luta de quartetos                                   | 9:59  |
| 2                                           | Wardlow derrotou Jake Hager | Luta individual                                     | 10:17 |
| 3                                           | Cody Rhodes (com Snoop Dogg) derrotou Matt Sydal | Luta individual                                     | 10:03 |
| 4                                           | Hikaru Shida (c) defeated Abadon | Luta individual pelo AEW Women's World Championship | 8:27  |
| 5                                           | Kenny Omega (c) (com Don Callis) derrotou Rey Fenix | Luta individual pelo AEW World Championship         | 15:03 |
| (c) – Refere-se aos campeões antes da luta. | |                                                     |       |

### Noite 2 (13 de janeiro)
| Nº                                          | Resultados | Estipulações | Tempo |
| ------------------------------------------- | --- | --- | ----- |
| 1                                           | Pac (com Lucha Brothers) derrotou Eddie Kingston (com The Butcher, The Blade, e The Bunny)                                                              | Luta individual                                                                                                  | 9:31  |
| 2                                           | Miro (com Kip Sabian e Penelope Ford) derrotou Chuck Taylor (com Orange Cassidy) por submissão                                                          | Luta individual Como Taylor perdeu, ele seria o mordomo de Miro até o casamento de Sabian e Ford no Beach Break. | 3:32  |
| 3                                           | The Elite (Kenny Omega, Doc Gallows e Karl Anderson) (com Don Callis) derrotaram Danny Limelight e Varsity Blondes (Brian Pillman Jr. e Griff Garrison) | Luta de trios | 9:21  |
| 4                                           | FTR (Cash Wheeler e Dax Harwood) (com Tully Blanchard) derrotaram Jurassic Express (Jungle Boy e Marko Stunt)                                           | Luta de duplas                                                                                                   | 12:16 |
| 5                                           | Serena Deeb (c) derrotou Tay Conti (com Anna Jay) | Luta individual pelo NWA World Women's Championship                                                              | 9:28  |
| 6                                           | Darby Allin (c) derrotou Brian Cage (com Ricky Starks e Hook)                                                                                           | Luta individual pelo AEW TNT Championship                                                                        | 13:47 |
| (c) – Refere-se aos campeões antes da luta. | | |       |